# Burgstall Herbram
Der Burgstall Herbram ist eine abgegangene mittelalterliche Wasserburg, die ein Rittersitz der Herren von Herse war und in Herbram, Stadt Lichtenau im Kreis Paderborn in Nordrhein-Westfalen, Deutschland lag.

## Lage
Der Burgstall liegt in einer Wiese südlich der Herbramer St. Johannes Bapt. Kirche sowie zwischen dieser und dem Schmittwasser auf 277 m Höhe.

## Geschichte
Zwar verpfändeten die Herren von Herse schon 1360 sechs Hufen bei Herbram und die Hälfte eines „Schlosses“, dessen Standort mit „H“ beginnt an die Raben von Canstein, doch geht die Literatur davon aus, dass die „burgstede“ bei Heerse damit gemeint ist.
1394 teilten die Brüder Hermann und Ludolf von Heerse ihren Besitz in Herbram untereinander auf. Da Hermann seinen Anteil an der Burg Driburg im selben Jahr an seinen Bruder Ludolph verkaufte, geht Michael Lagers davon aus, dass er sich in Herbram eine neue Burg errichtete.
1443 erwarben die Westphal die Besitzungen und die Burg der aussterbenden Herren von Herse in Herbram, welche diese vom Stift Heerse zu Lehen hatten. Erst jetzt wird eindeutig ein bewohntes Haus in Herbram erwähnt. Der Verkauf wurde durch Heinrich Valepage, einem Enkel Hermann von Herses mit dem Mittel der Fehde bestritten, doch erwarben die Westphal schließlich alle Rechte am Dorf Herbram.
Nach lokaler Tradition führt das Gut Herbram die wirtschaftliche Funktion fort, während die benachbarte Imburg die Funktion als Wehrbau übernahm. Auch die Imburg existiert nicht mehr. Die genannte Tradition konnte bisher nicht verifiziert werden, auch wenn der alleinige Besitz von Herbram durch die Westphal einen gewissen Anhaltspunkt dafür ergibt. Allerdings besaßen sie drei landschaftsfähige Rittersitze in Herbram.
Bis zur Mitte des 20. Jahrhunderts waren noch Überreste der Burg zu sehen.

## Heutige Nutzung
Heute wird das Areal des Burgstalls landwirtschaftlich als Weide genutzt.

## Beschreibung
Bei Trockenheit können anhand von Bewuchsmerkmalen der Verlauf einer Gräfte und ein etwa 25 × 25 m großes Fundament ausgemacht werden. Zu den bis in die Mitte des 20. Jahrhunderts bestehenden Resten können keine Angaben gemacht werden.